# 2007 aux Philippines
Cet article traite des événements qui se sont produits durant l'année 2007 aux Philippines.

## Événement

### Janvier
- 13 janvier : le 12e sommet de l'ASEAN se tient à Mandaue.

### Mai
- 14 mai : les élections générales philippines de 2007 ont lieu.

### Juillet
- 11 juillet : 14 membres du Corps des Marines des Philippines ont été retrouvés décapités après un incident avec des rebelles islamistes dans la province de Basilan.
- 27 juillet : le ministère de l'Agriculture (en) déclare une épidémie de peste porcine dans les provinces de Pampanga et de Basilan.

### Août
- 28 août : le fondateur exilé du Parti communiste des Philippines-marxiste-léniniste, José María Sison, a été arrêté à Utrecht aux Pays-Bas.

### Septembre
- 12 septembre : le Sandiganbayan a déclaré l'ancien président Joseph Estrada coupable de pillage et l'a condamné à la réclusion à perpétuité tout en l'acquittant lui et ses coaccusés d'autres accusations.

### Octobre
- 19 octobre : une explosion se produit dans le centre d'achat Glorietta (en) à Makati tuant 11 personnes et en blessant au moins 100 autres.
- 26 octobre : l'ancien président Joseph Estrada est pardonné et libéré de prison après son procès.

### Novembre
- 13 novembre : une explosion se produit dans le Batasang Pambansa Complex (en), le bâtiment de la Chambre des représentants, à Quezon City tuant quatre personnes incluant le membre du congrès Wahab Akbar (en).
- 29 novembre : les Forces armées philippines établissent un siège de l'hôtel The Peninsula Manila (en) à Makati après que des soldats menés par le sénateur Antonio Trillanes (en) se soient mutinés.

## Décès
- 16 janvier : Jainal Antel Sali, Jr., un chef de file du mouvement Abou Sayyaf.